# Union Rennes basket 35
Maillots
Actualités
L'Union Rennes basket 35 est un club français de basket-ball évoluant en Nationale 1 (3e division du championnat de France), basé à Rennes, en Bretagne. Il s'agit d'une union des deux sections masculines de basket de l'Avenir de Rennes et du Rennes pôle association. Désormais connu sous le nom de Planète URB.

## Historique

### Avenir de Rennes
L'Avenir de Rennes a été fondé en 1924 par Louis Hudin et l’abbé Pellois, sous le nom du Patronage Saint-Étienne, club exclusivement masculin, il accueille différentes sections; le basket-ball, la gymnastique, le théâtre, la préparation militaire, le tir, la clique et des cercles d’études. Le patronage fusionne, en 1968, avec les Abeilles de Rennes, club féminin.
La section masculine de basket atteint la Nationale 2 en 1968, puis atteint la Pro B en 1986 avant de déposer le bilan à la fin de la saison.

### Rennes patros association
Le Rennes patros association est né en 1987, de la fusion de trois patronages paroissiaux : l'Espérance de Saint-Hélier, créé en 1926, l’Étoile sportive de Sainte-Thérèse, créé en 1939 et l'Aurore de Saint-Clément, créé en 1957. En 2008, il changea de nom, il devient le Rennes pôle association.

### Création du club
En 2009, le club du Rennes PA s'associe avec l'Avenir de Rennes pour créer l'Union Rennes basket 35 qui évolue alors en Nationale 3 masculine. Après avoir évolué deux ans en Nationale 3, l'URB monte en Nationale 2, puis en Nationale 1 l'année suivante  pour la saison 2012-2013. 
De 2013 à 2016 l'Union Rennes Basket se stabilise en Nationale 2. Les résultats en championnat sont en progression chaque année..
La saison 2015-2016 est réel tournant pour l'équipe rennaise. En effet, elle termine première de sa poule en Nationale 2, 4e du championnat sans oublier sa place de finaliste du Trophée Coupe de France.
Pour la saison 2016-2017, l'URB retrouve la Nationale 1, aux côtés des clubs bretons de l’UJAP Quimper, l'Aurore de Vitré et du Cep Lorient.
Le club redescend en Nationale 2 à la fin de la saison
L’URB domine le classement des passes décisives sur trois des quatre dernières saisons de N1.
En Juillet 2024, après 13 années en tant qu’entraîneur, Pascal Thibaud démissionne de son poste. Il devient coach au CEP Lorient pour la saison 2024-2025. Il est remplacé par son ex-assistant coach, à ses côtés pendant 8 ans, Bastien Demeuré. Ce dernier était également entraîneur titulaire en Nationale 2 de l’équipe Rennes PA. Bastien Demeuré devient ainsi le plus jeune entraîneur de N1.

### Bilan saison par saison
| Saison           | Div.             | Class.           | %Vic             | V - D            | Phase finale              | Coupe de France  | Entraîneur         |
| Création du club | Création du club | Création du club | Création du club | Création du club | Création du club          | Création du club | Création du club   |
| ---------------- | ---------------- | ---------------- | ---------------- | ---------------- | ------------------------- | ---------------- | ------------------ |
| 2009-2010        | 5 N3M            | 5e/12 - Poule E  | 50 %             | 11 - 11          | -                         | Non qualifié     | Christophe Bouëtel |
| 2010-2011        | 5 N3M            | 1re/12 - Poule F | 91 %             | 20 - 02          | ?                         | Non qualifié     | Christophe Bouëtel |
| 2011-2012        | 4 N2M            | 1re/14 - Poule C | 77 %             | 20 - 06          | Demi-finale               | Non qualifié     | Pascal Thibaud     |
| 2012-2013        | 3 N1M            | 15e/18           | 32 %             | 11 - 23          | -                         | 32e de finale    | Pascal Thibaud     |
| 2013-2014        | 4 N2M            | 6e/14 - Poule C  | 54 %             | 14 - 12          | -                         | Non qualifié     | Pascal Thibaud     |
| 2014-2015        | 4 N2M            | 4e/14 - Poule C  | 65 %             | 17 - 09          | -                         | Non qualifié     | Pascal Thibaud     |
| 2015-2016        | 4 N2M            | 2e/14 - Poule C  | 85 %             | 22 - 04          | 4e                        | Non qualifié     | Pascal Thibaud     |
| 2016-2017        | 3 N1M            | 17e/18           | 35 %             | 12 - 22          | -                         | 32e de finale    | Pascal Thibaud     |
| 2017-2018        | 4 N2M            | 9e/14 - Poule C  | 54 %             | 14 - 12          | -                         | Non qualifié     | Pascal Thibaud     |
| 2018-2019        | 4 N2M            | 4e/14 - Poule C  | 65 %             | 17 - 09          | -                         | Non qualifié     | Pascal Thibaud     |
| 2019-2020        | 4 N2M            | 1re/14 - Poule C | 84 %             | 16 - 03          | Annulée                   | Non qualifié     | Pascal Thibaud     |
| 2020-2021        | 3 N1M            | 6e/14 - Poule A  | 62 %             | 16 - 10          | Annulée                   | 32e de finale    | Pascal Thibaud     |
| 2021-2022        | 3 N1M            | 13e/14 - Poule A | 35 %             | 09 - 26          | 2e/8 - Poule de maintien  | 64e de finale    | Pascal Thibaud     |
| 2022-2023        | 3 N1M            | 1re/14 - Poule A | 73 %             | 19 - 07          | 3e/10 - Poule d'accession | 64e de finale    | Pascal Thibaud     |
| 2022-2023        | 3 N1M            | 1re/14 - Poule A | 73 %             | 19 - 07          | Quarts de finale          | 64e de finale    | Pascal Thibaud     |
| 2023-2024        | 3 N1M            | 10e/14 - Poule A | 46 %             | 13 - 13          | 10e/10 - Poule moyenne    | 16e de finale    | Pascal Thibaud     |
| 2024-2025        | 3 N1M            | 9e/14 - Poule A  | 42%              | 11-15            | 5e/14 - Poule de maintien | 32e de finale    | Bastien Demeuré    |

Légende : 3,4,5 : échelons de la compétition

## Joueurs célèbres ou marquants
- Bryan Pamba
- Saïd Bendriss
- Ludovic Negrobar
- El Kabir Pene
- Maël Lebrun
- Mouhammad Faye
- Daviin Davis
- Joffrey Sclear
- Lucas Fontaine
- Sébastien Cape
- Leo Berhend
- Vukan Zivkovic

## Palmarès
| Saison    | Seniors                                             | Jeunes                                                                             |
| --------- | --------------------------------------------------- | ---------------------------------------------------------------------------------- |
| 2023/2024 | Nationale 1                                         |                                                                                    |
| 2022/2023 | Nationale 1                                         |                                                                                    |
| 2021/2022 | Nationale 1                                         |                                                                                    |
| 2020/2021 | Nationale 1                                         |                                                                                    |
| 2019/2020 | Nationale 2                                         |                                                                                    |
| 2018/2019 | Nationale 2                                         |                                                                                    |
| 2017/2018 | Nationale 2                                         |                                                                                    |
| 2016/2017 | Nationale 1                                         |                                                                                    |
| 2015/2016 | Nationale 2 et Finaliste du Trophée Coupe de France | U15, 3ème du championnat de France Élite groupe A                                  |
| 2014/2015 | Nationale 2                                         | U17,3ème du championnat de France et Vainqueur coupe de Bretagne                   |
| 2012/2013 | Nationale 1                                         |                                                                                    |
| 2011/2012 | Nationale 2                                         | Cadet nation champion de France 2ème division et Vainqueur de la coupe de Bretagne |
| 2010/2011 | Nationale 3 Vainqueur Coupe de Bretagne             |                                                                                    |
| 2009/2010 | Nationale 3                                         |                                                                                    |